# Simobius gardneri
Simobius gardneri är en mångfotingart som beskrevs av Ronald Daniel Auerbach 1950. Simobius gardneri ingår i släktet Simobius och familjen stenkrypare. Inga underarter finns listade i Catalogue of Life.